# 랜디 커투어
랜디 듀에인 커투어(Randy Duane Couture, 1963년 6월 22일 출생)는 그레코로만 레슬러이자 종합격투기 선수로, 얼티밋 파이팅 챔피언십의 헤비급 챔피언이자 UFC 명예의 전당 헌액자이다. 그는 UFC에서 헤비급과 라이트 헤비급의 챔피언 벨트를 모두 차지해본 유일한 선수이자 UFC 역사상 유일하게 다섯 차례 챔피언에 올랐다.
커투어는 한 때 오리건주 그레셤에서 격투가 훈련소인 팀 퀘스트를 이끌었다. 2005년에는 네바다주의 라스베이거스로 이주했다. 그는 팀 퀘스트를 나와서 라스베이거스와 워싱턴주 밴쿠버, 플로리다주의 웰링턴에 익스트림 커투어라는 체육관을 열었고, 현재 그의 라스베이거스 체육관에서 훈련하고 있다.
클린치 상태에서의 끈질긴 공격과 함께 종합격투가로서 그의 격투 스타일을 잘 나타내는 것은 그가 선호하는 그라운드 상태에서의 파운딩이다. 그는 자신의 레슬링 능력을 활용하여 상대를 매트에 메치고, 상위 포지션을 점유한 뒤 효과적으로 상대를 타격하는 전술을 쓴다. 커투어는 레슬링 이외에도 무에 타이와 브라질 유술을 수련했고, 두 명의 상대에게서 쵸크를 통해 승리를 거둔 바 있다.

## 영예
- 아마추어 레슬링
  - 범미주 그레코로만 선수권 시니어 90 킬로그램 - 2위 (1990년 6월 13일)
  - 범미주 그레코로만 선수권 시니어 90 킬로그램 - 우승 (1991년 1월 1일)
  - 범미주 그레코로만 선수권 시니어 90 킬로그램 - 2위 (1992년 1월 1일)
  - 범미주 그레코로만 선수권 시니어 97 킬로그램 - 3위 (1997년 5월 21일)
  - 범미주 그레코로만 선수권 시니어 97 킬로그램 - 2위 (1998년 3월 24일)
  - 범미주 그레코로만 선수권 시니어 97 킬로그램 - 2위 (1998년 3월 24일)
  - 범미주 경기 대회 그레코로만 시니어 90 킬로그램 - 우승 (1991년 8월 6일)
  - 필라 테스트 토너먼트 그레코로만 시니어 97 킬로그램 - 3위 (1998년 3월 14일)
  - 필라 월드컵 그레코로만 시니어 90 킬로그램 - 3위 (1991년 11월 9일)
  - 필라 월드컵 그레코로만 시니어 90 킬로그램 - 3위 (1992년 11월 21일)
- 종합격투기
  - UFC 13 헤비급 토너먼트 우승
  - UFC 라이트 헤비급 챔피언 2회
  - UFC 헤비급 챔피언 3회
  - 얼티밋 파이팅 챔피언십 명예의 전당

## 출연 작품
- 익스펜더블 3 - 톨 로드 역
- 파이널 킬 - 디컨 롱 역
- 블로우백 - 잭 역